# Coupe Mitropa 1938
Navigation
Édition précédente Édition suivante
La Coupe Mitropa 1938 est la neuvième édition de la Coupe Mitropa. Elle est disputée par seize clubs provenant de cinq pays européens. La compétition est remportée par le SK Slavia Prague, qui bat en finale le Ferencváros TC, quatre buts à deux.

## Compétition
Les matchs des huitièmes, des quarts, des demies et la finale sont en format aller-retour. 

### Huitièmes-de-finale
| Équipe 1              | Résultat | Équipe 2         | Aller | Retour |
| --------------------- | -------- | ---------------- | ----- | ------ |
| SK Kladno             | 5-2      | HAŠK Zagreb      | 3-1   | 2-1    |
| SK Zidenice           | 3-4      | Ferencváros TC   | 3-1   | 0-3    |
| Genova 1893 FBC       | 5-3      | AC Sparta Prague | 4-2   | 1-1    |
| BSK Belgrade          | 3-5      | SK Slavia Prague | 2-3   | 1-2    |
| MTK Hungária FC       | 4-9      | Juventus FC      | 3-3   | 1-6    |
| Újpest FC             | 4-5      | Rapid Bucarest   | 4-1   | 0-4    |
| AS Ambrosiana Inter   | 5-3      | Kispesti FC      | 4-2   | 1-1    |
| FC Ripensia Timisoara | 4-3      | Milan AC         | 3-0   | 1-3    |

### Quarts-de-finale
| Équipe 1         | Résultat | Équipe 2            | Aller | Retour |
| ---------------- | -------- | ------------------- | ----- | ------ |
| Ferencváros TC   | 9-5      | Ripensia Timisoara  | 5-4   | 4-1    |
| Juventus FC      | 6-3      | SK Kladno           | 4-2   | 2-1    |
| SK Slavia Prague | 10-3     | AS Ambrosiana Inter | 9-0   | 1-3    |
| Genova 1893 FBC  | 4-2      | Rapid Bucarest      | 3-0   | 1-2    |

### Demi-finales
| Équipe 1        | Résultat | Équipe 2         | Aller | Retour |
| --------------- | -------- | ---------------- | ----- | ------ |
| Genova 1893 FBC | 4-6      | SK Slavia Prague | 4-2   | 0-4    |
| Juventus FC     | 3-4      | Ferencváros TC   | 3-2   | 0-2    |

### Finale
| Équipe 1         | Résultat | Équipe 2       | Aller | Retour |
| ---------------- | -------- | -------------- | ----- | ------ |
| SK Slavia Prague | 4-2      | Ferencváros TC | 2-2   | 2-0    |